# 沼崎満子
沼﨑 満子（ぬまざき みつこ、1973年〈昭和48年〉2月24日 - ）は、日本の政治家、医師。公明党所属の衆議院議員（1期）、公明党女性委員会副委員長。

## 来歴
サラリーマンの父と地域の書店を営む母の長女として東京都杉並区に生まれる。幼少期から医師を志し、杉並区立永福小学校、雙葉中学校・高等学校を経て筑波大学医学群に進学した。
1997年に大学を卒業後、麻酔科医として筑波大学附属病院や系列病院に勤務し、2000年には救急救命センターに配属される。一方、筑波大学大学院で痛みのメカニズムを研究し、北米神経科学学会で発表した論文が高評価を得るなどした。2018年からJA神奈川県厚生連伊勢原病院に勤務し、2022年からは手術部長を務める。
2024年10月27日の第50回衆議院議員総選挙に公明党から比例南関東ブロック単独2位で立候補し、初当選する。

## 役職歴

### 公明党
- 女性委員会副委員長
- 神奈川県本部副代表
- 女性局次長

## 選挙歴
| 当落 | 選挙                   | 執行日         | 年齢 | 選挙区             | 政党   | 得票数 | 得票率 | 定数 | 得票順位 /候補者数 | 政党内比例順位 /政党当選者数 |
| ---- | ---------------------- | -------------- | ---- | ------------------ | ------ | ------ | ------ | ---- | ------------------ | ---------------------------- |
| 当   | 第50回衆議院議員総選挙 | 2024年10月27日 | 51   | 比例南関東ブロック | 公明党 | ――票   | ――     | 23   | /                  | 2/2                          |